# La camicia a scacchi
La camicia a scacchi (Le Corsage à carreaux) è un dipinto (61x33 cm) realizzato nel 1892 dal pittore francese Pierre Bonnard.
È conservato nel Musée d'Orsay di Parigi. La donna ritratta è la sorella del pittore, Andrée, moglie del compositore Claude Terrasse. È evidente nell'opera l'influsso sull'artista dell'arte giapponese.